# Symphony III - Monolith
Symphony III - Monolith è il quinto album in studio del gruppo musicale belga Until Death Overtakes Me, pubblicato nel marzo 2006.

## Descrizione
Il disco è stato pubblicato con licenza creative commons (cc-by-nc-nd-3.0) ed è liberamente ascoltabile e scaricabile da internet.

## Tracce
1. Thus... – 3:13
2. Funeral Dance – 22:52
3. Monolith – 15:47
4. Soon... – 32:18

Durata totale: 74:10

## Formazione
- Stijn Van Cauter - voce, tutti gli strumenti